# Thomas Hopkins Gallaudet
Thomas Hopkins Gallaudet (Filadélfia, 10 de dezembro de 1787 — 1851) foi um educador estadunidense, pioneiro no ensino a surdos.

## Biografia
Muito jovem, em 1805, iniciou os estudos universitários em Yale, onde se formou como predicador. Logo começou os estudos de Direito. Em 1814 Gallaudet estava a ponto de começar sua carreira religiosa, quando, durante umas férias na casa de seus pais, na cidade de Hartford, um encontro casual com uma menina surda o convenceu que sua vocação estava em outra parte.

### A origem de sua vocação direcionada aos surdos
Alice Cogswell, como se chamava a menina surda, permanecia isolada das demais crianças. Isso chamou a atenção de Gallaudet que, aproximando-se dela, tratou, por diversos meios, de estabelecer uma comunicação. Desenhou e apontou para coisas distintas, para fazer com que ela relacionasse a palavra "chapéu" a estes objetos. Logo a mostrou como escrever seu próprio nome. O resultado desse experimento mudou a vida de Gallaudet que, a partir de então, decidiu dedicar-se ao ensino dos surdos. Nesse tempo não existia nos Estados Unidos ninguém que se dedicasse a esse trabalho.

### Viagem à Europa
Gallaudet começou a averigüar, junto ao pai de Alice, acerca dos métodos de ensino para os surdos em outros países. Soube que na França e na Inglaterra havia uma tradição a respeito. A partir daqui surgiu seu projeto de uma viagem à Europa, a fim  de reunir informações detalhadas sobre a metodologia daquelas escolas, com o propósito de fundar uma escola própria em Hartford.
A viagem à Inglaterra aconteceu em 1816. Resultou em um fracasso, pois os educadores nesse país, da escola londrina Braidwood impuseram demandas muito altas para divulgar seus métodos de trabalho, já que consideravam importante mantê-los em segredo. Gallaudet decidiu então tentar a sorte na França. Contudo, antes de sua partida, Gallaudet entrou em contato com três educadores franceses, o abade Roch Ambroise Sicard, e dois de seus auxiliares surdos, Jean Massieau e Laurent Clerc. Eles viajavam pela Inglaterra para mostrar seus métodos de ensino de surdos. O método francês se baseava no uso de senhas e na escrita, o que o diferenciava do inglês.
Gallaudet concordou em visitar a escola dos mestres franceses em Paris. Lá passou dois meses com eles, aprendendo a língua dos surdos franceses e os métodos de trabalho da escola. Laurent Clerc decidiu viajar aos Estados Unidos com Gallaudet, para ajudá-lo em seu projeto.

### A escola de Hartford e o início da educação de surdos nos EUA
Em 1817, já de volta a Hartford, Gallaudet e Clerc abriram as portas da primeira escola para surdos dos Estados unidos, a American School for the Deaf. Em 1830, quando Gallaudet decidiu se retirar, já havia escolas para surdos em outras quatro cidades desse país, nos estados de Nova York, Pensilvânia, Kentucky e Ohio. Uma geração de estudantes surdos com uma língua comum, que depois ficou conhecida como American Sign Language (ASL), já era capaz de ler e escrever em inglês, o que foi um resultado desse projeto.

### A morte de Gallaudet e sua influência nos EUA
Depois de se retirar, Gallaudet dedicou-se a escrever e a ensinar. Muitos de seus escritos falam da educação de surdos e da língua de sinais. Gallaudet morreu em 1851. Para muitos surdos norte-americanos, Thomas Hopkins Gallaudet é considerado o pai da ASL. Esta versão não é de aspecto místico. Não é possível saber que sistema de comunicação havia entre os surdos dos Estados Unidos antes da aparição das escolas de surdos. De qualquer maneira, é evidente o papel unificador que tiveram estas, e a marcante influência que a Língua de Sinais Francesa tem sobre a ASL.
Depois da morte de Thomas H. Gallaudet, um de seus filhos, Edward Miner Gallaudet, participou da fundação do primeiro colégio universitário para surdos, que em honra a seu pai foi chamado Gallaudet School. Esta instituição, fundada em 1857, deu origem à Universidade Gallaudet, localizada na cidade de Washington DC, e que hoje é a única instituição de estudos superiores do mundo para pessoas surdas. A língua oficial da universidade é a ASL.